# Kaj Kindvall

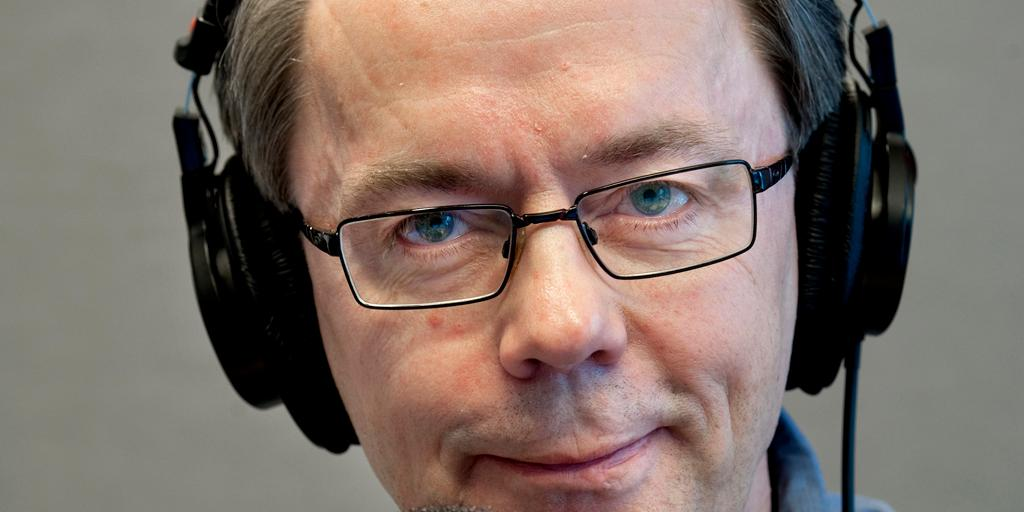
Kaj Kindvall, 2023

Kaj Kindvall (* 7. Dezember 1949 in Norrköping) ist ein schwedischer Moderator. Er ist der Bruder des früheren Fußballspielers Ove Kindvall.
Kaj Kindvall begann 1970 mit Tio i topp und moderierte anschließend die Radiosendungen Poporama und Discorama.  Anfang der 1980er-Jahre moderierte er beim Fernsehsender SVT die Sendung Videobeat. Ab 1984 war Kaj Kindvall 26 Jahre lang der Moderator der populären Hitparadensendung Trackslistan im schwedischen Hörfunk, die am 5. Februar 2011 eingestellt wurde.
| Personendaten    | Personendaten          |
| ---------------- | ---------------------- |
| NAME             | Kindvall, Kaj          |
| KURZBESCHREIBUNG | schwedischer Moderator |
| GEBURTSDATUM     | 7. Dezember 1949       |
| GEBURTSORT       | Norrköping             |